# Manchouk Mametova
Manchouk "Mansia" Jiengalievna Mametova (kazakh : Мәншүк Жиенғалиқызы Мәметова, Mänşük Jïenğaliqizi Mämetova ; russe : Маншук Жиенгалиевна Маметова ; 23 octobre 1922 – 15 octobre 1943) était une femme-soldat soviétique, mitrailleur de la 100e Brigade de Tirailleurs de la 21e Division de la Garde d’infanterie, 3e armée de choc sur le Front de Kalinine au cours de la Seconde Guerre mondiale. Elle est devenue la première femme kazakhe à recevoir le titre d'Héroïne de l'Union soviétique le 1er mars 1944,.

## Enfance et éducation
Née dans la région de l'Oural (aujourd'hui le Kazakhstan), Manchouk Mametova passe son enfance à Almaty, sous la garde de sa tante Amina Mametova. Lors des Grandes Purges, son oncle adoptif est arrêté. Avant son arrestation, il encourage Mametova à étudier la médecine. Après avoir obtenu son diplôme de l'école secondaire, elle entre en études de soins infirmiers tout en travaillant au Conseil des Commissaires du Peuple de la République socialiste soviétique kazakhe en tant que secrétaire du vice-président. Elle s'inscrit par la suite à l'Institut de médecine d'Almaty pour continuer sa formation. Après l'invasion allemande de l'Union soviétique, elle essaie de rejoindre l'Armée Rouge mais est refusée. Elle poursuit alors une formation médicale et apprend à utiliser une arme à feu,.

## Carrière militaire

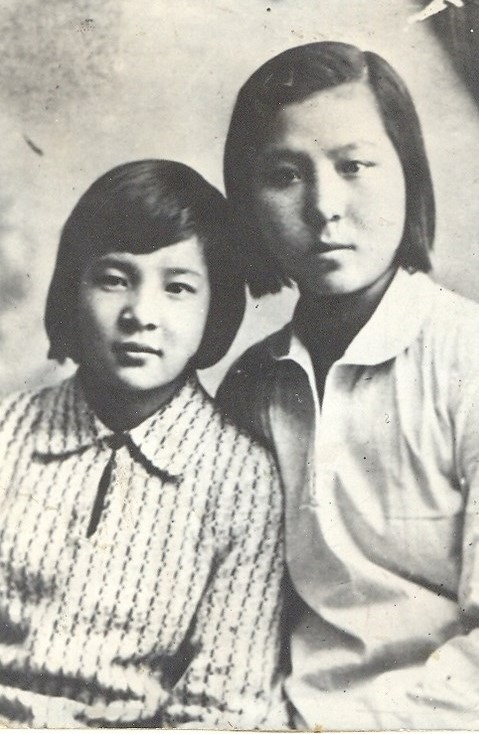
Manshuk Mametova (à gauche) avec une amie à Uralsk (aujourd'hui Oral).

Après avoir été rejetée à maintes reprises par l'Armée Rouge, Mametova est finalement acceptée en septembre 1942 en tant que commis au siège de l'Armée. Elle est ensuite envoyée comme infirmière dans un hôpital de campagne en dépit de sa demande d'être affectée comme fantassin. Tout en travaillant comme infirmière, elle continue sa formation sur l'utilisation d'une mitrailleuse Maxim. Après avoir été testée sur ses compétences en tir par son commandement, elle est promue au grade de sergent senior, et transférée à la 100e Bridage de Tirailleurs où 86% des soldats sont kazakhs. Pendant la guerre, elle tombe amoureuse d'un autre mitrailleur, Nurken Khusainov. Mametova et Khusainov meurent le 15 octobre 1943 à Nevel. Tout au long de la guerre, elle ne s'est jamais séparée de son arme et gagne le respect des autres soldats de sa division après son baptême du feu, au cours duquel elle a attiré les soldats ennemis avant d'ouvrir le feu sur eux avec sa mitrailleuse,.

### Dernier combat
Après la reprise de Nevel par les forces soviétiques, une série de contre-attaques allemandes commence. Le 15 octobre 1943, Mametova ne bat pas en retraite avec le reste de son unité  quand une vague de soldats allemands s'approchent. Des soldats allemands essaient d'éliminer les trois postes de mitrailleuses auprès desquels Mametova est en train de ramper, alternant les tirs de mortiers et les tirs d'obus. Elle est touchée à la tête et s'évanouit, mais reprend vite conscience et continue de tirer. Un autre soldat de son régiment, Akhmetjanov, lui offre de battre en retraite avec eux mais elle refuse et continue de se battre, en disant que si elle cesse, les allemands allaient continuer d'avancer et tous les tuer. Le tir de barrage des bombardiers et des mortiers tue le reste de son équipe de mitrailleurs qui est venu à son secours, elle doit donc changer de position et continue seule de tirer, vague après vague, comme les soldats de la Wehrmacht, leur infligeant de lourdes pertes. Finalement Mametova est mortellement blessée par une grêle de feu de l'ennemi, mais elle continue de lutter jusqu'à se vider de son sang. Elle a tué plus de 70 combattants ennemis pendant ce combat final. Ses restes ont été découverts par les forces soviétiques quand ils reprennent la ville, et elle est enterrée à Nevel, où un monument dédié à sa bravoure est installé,,.

## Reconnaissance
Après son dernier combat Mametova reçoit à titre posthume le titre de Héros de l'Union soviétique après que ses camarades aient raconté son acte de bravoure. Elle et la sniper Aliya Moldagulova sont les seules femmes kazakhs à avoir été décorées du titre et elles restent vénérées au Kazakhstan et en Russie. Une statue de Mametova est construite dans l'Oural, mais elle a été rénovée en 2015 pour inclure Aliya Moldagulova et la pilote Kiouaz Dospanova ; le monument est renommé « Glorieuses filles du peuple Kazakh ». Mametova est devenue l'une des Héroïnes de l'Union soviétique les plus vénérées, avec des poèmes, un musée, et des chansons dédiées, la montrant comme un modèle de soldat ayant refusé la retraite. En 1969, le film soviétique Song of Manshuk dépeint sa vie dans la guerre, avec l'actrice Natalia Arinbasarova dans le rôle-titre. De nombreuses rues et écoles à Almaty, Nevel, Oural et d'autres villes sont nommées en son honneur, y compris le Manshuk Mametova College of Humanities. Son portrait est présent sur plusieurs timbres de la république du Kazakhstan,,,,.

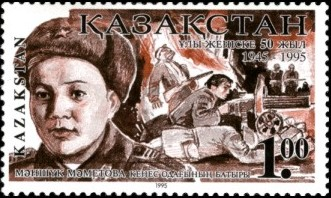
1995 : timbre du Kazakhstan mettant en vedette Mametova
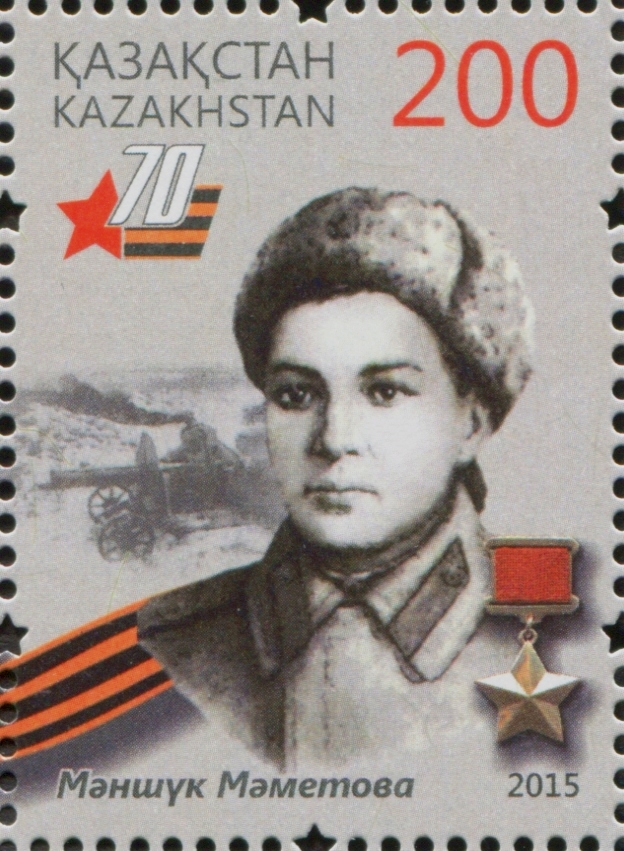
2015 : timbre du Kazakhstan mettant en vedette Mametova
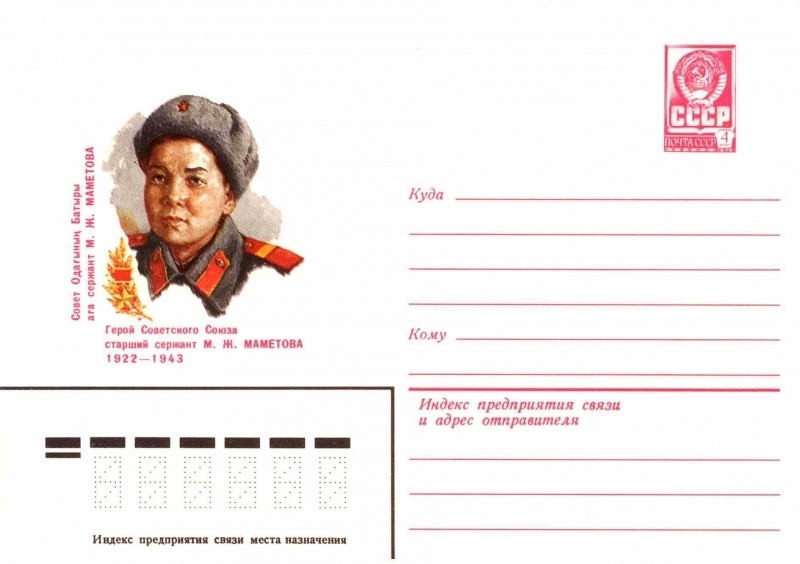
Enveloppe soviétique avec le portrait de Mametova